# ARINC
Корпорація «Авіаційне радіо» (англ. Aeronautical Radio, Incorporated, ARINC) — компанія, заснована в 1929 році, один зі світових лідерів у розробці систем комунікацій і системних досліджень за п'ятьма напрямками — авіація, аеропорти, оборона, держава і перевезення вантажів. Штаб-квартира в Аннаполісі (штат Меріленд, США). 2 великих філії в Лондоні з 1999 і Сінгапурі з 2003. Штат компанії — 3800 осіб на більш ніж 80 заводах по всьому світу.

## Категорії стандартів
- 400: технічні керівництва по збірці, підключенню, вибору шин даних і баз даних, і т. ін.
- 500: аналогова авіоніка (використовувалася, наприклад, на Боїнгах 727, DC-9, DC-10, і ранніх моделях Боїнгів 737, 747, Аеробусів A-300)
- 600: «фундамент» для серії ARINC 700
- 700: авіаційні цифрові системи та обладнання, цифрова авіоніка
- 800: підтримка мережевого авіаційного оточення, в тому числі системи фіберной оптики і високошвидкісні шини
- 900: інтегрована модульна і / або мережева архітектура систем бортової авіоніки

## Деякі відомі стандарти
- ARINC 404 і ARINC 600
- ARINC 424
- ARINC 429, ARINC 561, ARINC 575
- ARINC 624
- ARINC 629
- ARINC 653
- ARINC 661
- ARINC 664
- ARINC 708
- ARINC 739